# Stanislav Stratiev
Stanislav Stratiev (bulharsky Станислав Стратиев, 9. září 1941 Sofie – 20. září 2000 Sofie) byl bulharský prozaik, dramatik a scenárista. Jeho povídky charakterizují lyričnost a ironie.

## Život
Stanislav Stratiev se narodil 1941 v Sofii. Studium bulharské filologie ukončil na sofijské univerzitě Klimenta Ochridského. V téže době pracoval také jako novinář v časopise Narodna mladež. Byl redaktorem rubriky, která připravovala satirickou stránku. Potom byl dva roky korespondentem ve městě Vidinu. Roce 1968 začal pracovat v satirickém týdeníku Sršeň a byl jeho korespondentem za jižní Bulharsko opět po dobu dvou let. Během své práce v těchto dvou časopisech začíná publikovat nejdříve fejetony a krátké satirické povídky, později povídky různých žánrů. Ve stejném roce vychází také jeho první kniha povídek Osamělé větrné mlýny. Je to cyklus lyrických povídek s jedněmi a týmiž hrdiny.
V roce 1973 byl podle jeho scénáře natočen film Hlídač pevnosti. V témže roce napsal také hru Římská lázeň, jejíž premiéra byla uvedena 4. února 1974 na scéně Státního satirického divadla v Sofii. Začátkem roku 1975 se stal dramaturgem Státního satirického divadla v Sofii.

## Dílo

### Dramata
- Římská koupel
- Semišové sako
- Autobus
- Maximalista
- Neklesej na duchu
- Život, přestože krátký
- Ragaca

### Filmové scénáře
- Skříň (1974)
- Hlídač pevnosti (1974)
- Krátké slunce (1979)
- Slunce dětství (1981)
- Orchestr beze jména (1982)
- Rovnováha (1983)
- Bohem navštívení (2001)[3]

### Beletrie
- Osamělé větrné mlýny (1968)
- Trojský kůň (1971)
- Divoká kachna mezi stromy (1972)
- Cestování bez kufru (1972)
- Zpívající loď (1973)
- Podrobnosti jedné krajiny (1978)
- Život v nebi (1983)

## Česká vydání
- Rímská lázeò, Dilia, Praha 1975
- Divoká kachna mezi stromy, Odeon, Praha 1976
- Autobus, Dilia, Praha 1981
- Krátké slunce, Odeon, Praha 1986
- Život v nebi (Dobré jitro, dobrý den), Albatros, Praha 1986